# Ханс Холбайн Млади
Ханс Холбайн Млади (на немски: Hans Holbein der Jüngere) (1497 – 1543) е германски художник, последния виден представител на германската живопис от 16 век.
Ханс Холбайн произхожда от известна аугсбургска фамилия. Баща му, Ханс Холбайн Стари, е един от най-известните художници на своето време. С изкуство се е занимавал и чичо му, Зигмуд Холбайн, за чието творчество и живот е известно малко.
Още от малък художникът е възпитаван в духа на новите светски идеи, на интерес към Античността, към постиженията на науката и към книгите.

## Влияние от италианското изкуство
Изкуството на Зрелия италиански ренесанс допринася значително за откъсването му от късното готическо изкуство. Ранните произведения на Холбайн са близки по изобразителни похвати до класическите образци на Италианския ренесанс. По-късно силно влияние върху светогледа на художника оказват хуманистите Еразъм Ротердамски, нидерландски филолог и философ в Базел, и Томас Мор в Лондон.
Получил художественото си възпитание в дома на баща си, Холбайн работи отначало в Аугсбург.
- Жана дьо Булон, херцогиня дьо Бери – скица за скулптура
- Статуя на Жана дьо Булон в катедралата в Бурж – 1242[поясни]
- Жан дьо Бери. Базел. Художествен музей. Гравюрен кабинет.

### Първи Базелски период (1515 – 1525)
Ханс Холбайн Млади и брат му Амброзиус Холбайн, също художник, се преместват през 1514 г. в Базел, Швейцария с надеждата да намерят там добро препитание като илюстратори. Той се запознава с много хуманисти и учени от този период, в това число и с Еразъм Ротердамски. По молба на последния илюстрира неговата работа „Възхвала на глупостта“ издание от 1514 година с 82 рисунки. Холбайн илюстрира и други книги, участва в създаването на немския превод на Библията на Мартин Лутер. Както и неговия баща, създава витражи и рисува портрети.
В това време материалното положение на Холбайн е лошо. През есента на 1519 г. в Базел, много работи над декориране на външни фасади, превръщайки по такъв начин скромните частни къщи във великолепни дворци, украсени с колони и фигури.
,
„Мъртвият Христос в ковчега“ е картина, при вида на която, по думите на княз Мишкин в романа на Достоевски – „Идиот“, „у всеки вярата може да пропадне“.
Важни произведения от базелския период на Холбайн са: Портрет на юриста Бонифаций Амербах; 10 картини за страстите Христови; изображения на Рождество Христово и Поклонението на влъхвите; Мадона със светци; също знаменитата Мадона на семейство Мейер.
Към това време се отнасят портретите на Еразъм Ротердамски, Доротея Офенбург в образа на Лаиса Коринтска и Венера (1526), а така и рисунки към Стария Завет (91 л.) и „Танцът на Смъртта“ (58 л.), гравюри на дърво на Лютцелбургер.

#### Брак
През 1519 г., годината на смъртта на брат му, Ханс се жени за 4 години по-възрастната от него Елзбет Бинзенщок, вдовица на един базелски кожухар, което му дава възможност да стане член на Базелския еснаф на художниците и през 1520 г. да стане гражданин на Базел. Елзбет ражда четири деца. Жена си и първите две деца Ханс Холбайн увековечава в картината си „Жената на Холбайн с двете по-големи деца“ (1528, Художествен музей Базел), която се счита за една от първите картини, в които един художник изобразява семейството си.
В Базел Холбайн Млади прави няколко портрета на Еразъм Ротердамски. Там той сътворява и двете си известни картини на Мадоната, „Дармщетската Мадона“ (1525 – 26 г., от 2004 г. намираща се в Щедел, Франкфурт на Майн) и „Солотурнската Мадона“ (1522 г., намираща се в Художествения музей в Солотурн).

### Първи английски период (1526 – 28)
През 1526 г. Холбайн оставя Базел, тъй като заради Реформацията става трудно да намира работа. В Англия той намира добър прием от Томас Мор, до когото Еразъм написва препоръчително писмо. Подчинявайки се на господстващия в Англия вкус, Холбайн за цялото време на своето пребиваване там рисува изключително портрети: на Мор и неговото семейство, на архиепископа на Кентърбъри, на астронома Кратцер, и др.

### Втори Базелски период (1529 – 31)
При завръщането си в Базел през 1528 г. Холбайн завършва фреските в залата на кметството (1530, сцени от Стария Завет) и рисува няколко портрета.

### Втори английски период (1532 – 1543)
През 1531 г. се преселва в Англия и много бързо става известен във висшите кръгове. През 1536 г. е назначен за придворен художник на английския крал Хенри VIII. Последните 11 години от живота си Холбайн посвещава на портретното изкуство, като създава много шедьоври.
От втората половина на 30-те години върху портретното творчество на Холбайн оказват влияние вкусовете и прищевките на двора, а също и еволюцията на европейската живопис в посока на маниеризма, но въпреки това Ханс Холбайн Млади не тръгва по пътя на идеализацията и пълното отказване от житейската правдоподобност в картините си.
- Венера и Купидон. 1516 – 1526. Художествен музей, Базел
- „Посланиците“, Национална галерия, Лондон
- „Портрет на Ана Клевска“
- „Портрет на Томас Мор“
- „Дармщадска мадона“ (Мейер)
- „Портрет на Хенри VIII“, Музей Тисен-Борнемиса, Мадрид
- Портрет на Кристина Датска, 1538, Национална галерия, Лондон
- Портрет на Георг Гиц, Картинна галерия, Берлин
- Портрет на Едуард VI като дете, 1538, Национална галерия, Вашингтон
- Портрет на Томас Хауард, херцог Норфолк, ок.1539 – 40, Кралска колекция, Лондон
- Портрет на дама с катеричка, ок.1526 – 8, Национална галерия, Лондон
- Портрет на Морет
- Solothurner мадона със светци и Мартин Турски (от ляво) и Урс, 1522, Museum der Stadt Solothurn
- Херцог Антоан Лотарингски, 1543, Картинна галерия, Берлин
- Портрет на Франсоа де Таксис

Последният период на своя живот художникът живее между Базел и Лондон. През 1543 г., между 7 октомври и 29 ноември, умира от чума по време на епидемия, вилнееща в Лондон.